# Youngman Field at Alumni Stadium
Le Youngman Field at Alumni Stadium est un stade multi-usage, situé à Middlebury dans l'État du Vermont aux États-Unis. 

## Histoire
D'une capacité de 3 500 places, le stade accueille les matchs des Panthers de Middlebury, équipe du Middlebury College, évoluant en troisième division de la NCAA dans le championnat de football américain.